# Рефлексна камера са једним сочивом
Рефлексна камера са једним сочивом (РКСЈС) је камера која обично користи систем огледала и призме (одатле "рефлекс" од рефлексије огледала) који омогућава фотографу да гледа кроз сочиво и види тачно шта ће бити ухваћено. Са двоструким објективним рефлексима и камерама даљиномера, прегледана слика би се могла значајно разликовати од коначне слике. Када се дугме затварача притисне на већини РКСЈС фотоапарата, огледало се окреће од путање светлости, омогућавајући да светлост прође до светлосног рецептора и слике која ће бити снимљена.

## Историја
Прије њиховог развоја, све камере с тражилицама су имале две оптичке стазе светлости: једну стазу кроз објектив до филма и другу стазу изнад (Двоструки објектив рефлекс) или у страну (даљиномер). Пошто тражило и објектив филма не могу да деле исти оптички пут, сочиво за гледање треба да се сече са објективом филма на фиксној тачки негде испред камере. Ово није проблематично за слике снимљене на средњој или већој удаљености, али паралакса узрокује грешке у кадрирању у крупним плановима. Штавише, фокусирање објектива брзе рефлексне камере када се отвори на шире отворе (као што је при слабом осветљењу или када се користи филм са малом брзином) није лако.
Већина РКСЈС дозвољава усправно и бочно исправно гледање кроз коришћење пентапризма на врху који се налази на оптичком путу између рефлексног огледала и тражила. Светлост, која долази и хоризонтално и вертикално обрнуто након проласка кроз сочиво, рефлектује се рефлексним огледалом према горе у пентапризму где се она рефлектује неколико пута да би се исправиле инверзије изазване сочивом и поравнала слика са тражилом. Када се окидач ослободи огледало се помера из путање светла, а светло сија директно на филм. Канон пеликс, заједно са неколико специјалних камера велике брзине, представљале су изузетак у систему покретних огледала, где је огледало било фиксно.
Фокус се може ручно подесити од стране фотографа или аутоматски помоћу система аутофокуса. 
Све до деведесетих година прошлог века, РКСЈС је био најнапреднији доступан систем за преглед фотографија, али недавни развој и усавршавање технологије дигиталне обраде слике са ЛЦД екраном уживо на фотоапарату је засенило популарност СЛР-а. Скоро сви јефтини компактни дигитални фотоапарати сада имају ЛЦД екран за преглед који омогућава фотографу да види шта ЦЦД камера снима. Међутим, СЛР је и даље популаран у врхунским и професионалним камерама јер су то системске камере са заменљивим деловима, што омогућава прилагођавање. Они такође имају знатно мање кашњења окидача, што омогућава прецизније одређивање времена. Такође, резолуција пиксела, однос контраста, фреквенција освежавања и скала боја на ЛЦД екрану за преглед не могу да се такмиче са јасноћом и детаљима сенке директног оптичког СЛР тражила.

## Предности
Многе предности РКСЈС фотоапарата произлазе из гледања и фокусирања слике кроз приложени објектив. Већина других типова камера немају ову функцију; субјекти се виде кроз визир који се налази у близини објектива, тако да је фотографски поглед другачији од погледа на објективу. РКСЈС фотоапарати дају фотографима прецизност; они пружају слику која ће бити изложена негативу тачно онако како је виђена кроз сочиво. Не постоји грешка паралаксе, а тачан фокус се може потврдити оком - посебно у макро фотографији и приликом фотографисања помоћу објектива дугачког фокуса. Дубина поља се може видети тако што ћете се зауставити до отварања бленде објектива, што је могуће на већини СЛР фотоапарата, осим код најјефтинијих модела. Због свестраности РКСЈС, већина произвођача има широк спектар објектива и додатака који су им на располагању.
У поређењу са већином компактних фотоапарата са фиксним објективима, најчешће коришћени и јефтини РКСЈС објективи нуде шири распон бленде и већи максимални отвор бленде. Ово омогућава да се фотографије снимају у условима слабијег осветљења без блица, и дозвољавају уже дубине поља, што је корисно за замућивање позадине иза субјекта, што чини предмет истакнутијим. "Брзи" објективи се најчешће користе у позоришној фотографији, портретној фотографији, фотографији надзора и свим осталим фотографијама које захтевају велики максимални отвор бленде.

## Мане
У већини случајева, рефлексни фотоапарати с једним објективом не могу бити тако мали или лагани као и други модели фотоапарата. Кутија са огледалом такође спречава постављање сочива са дубоко увученим задњим елементима у близини филма или сензора, осим ако камера има функцију закључавања огледала; то значи да се једноставне конструкције за широугаона сочива не могу користити. Уместо тога, потребни су већи и сложенији пројекти ретрофокуса.

## Цена и приступачност
Цене РКСЈС у принципу су такође нешто веће него код других типова камера, захваљујући њиховој унутрашњој сложености. Ово се повећава трошком додатних компоненти, као што су бљескови или сочива. Почетно улагање у опрему може бити довољно забрањено да задржи неке случајне фотографе далеко од РКСЈС, иако је тржиште за кориштене РКСЈС постало веће, посебно због тога што фотографи мигрирају на дигиталне системе.